# 宠物联盟
《宠物联盟》（英語：Pets United）是一部2019年德中英合拍的動畫電影，由莱因哈德· 克洛泽导演和执导并由娜塔莉·多莫，埃迪·馬森和杰夫·伯瑞尔主演。
2019年11月8日，電影於中國首映；2020年9月11日，Netflix将该电影添加到其流媒体服务中。

## 故事
当罗杰（罗宾汉风格的流浪狗）和百丽（一只优雅却被宠坏的家猫）被机器人占领故乡的混乱局面拼凑在一起时，为了生存，他们必须将所有先入之见推到一边，当他们踏上高风险，动感十足的冒险之旅时。

## 外部連結
- 互联网电影数据库（IMDb）上《宠物联盟》的资料（英文）
- 豆瓣电影上《宠物联盟》的資料 （简体中文）